# Adriano Barone
Adriano Barone (Rho, 9 luglio 1976) è uno scrittore e sceneggiatore italiano.

## Biografia
Ha sceneggiato il cortometraggio Riflessi, selezionato nella categoria cortometraggi al David di Donatello.
Ha pubblicato diverse storie brevi su Strike (Star Comics), Horror Show 1-6 (Blu Press), Monstars 3 (Nicola Pesce editore) in Italia e su Brian Yuzna's Horrorama 2 (Narwain), Tales from a Forbidden Planet 2 (Narwain) e Heavy Metal.
È stato finalista alla seconda edizione del premio MIMC della Kōdansha con la storia Mr. Doe, su disegni di Simone Altimani.
Dopo numerose sceneggiature per storie brevi, nel 2009 approda alla sceneggiatura di interi volumi (graphic novel) e pubblica i fumetti L'Era dei Titani su disegni di Massimo Dall'Oglio per Edizioni BD (vincitore del premio "miglior disegnatore" al Gran Premio Autori ed Editori di Fullcomics & Games 2010) e Tipologie di un amore fantasma su disegni di Mauro Cao per Edizioni Voilier. Entrambi i titoli hanno ricevuto la nomination "Miglior Sceneggiatore dell'anno", per il Premio Carlo Boscarato 2010.
Nel maggio 2010 è uscita, sulla collana da edicola Epix della Mondadori, la sua raccolta di racconti tra l'horror, la bizarro fiction e il new weird: Carni (e)strane(e). In occasione del Lucca Comics & Games 2010, la Asengard Edizioni ha pubblicato nella collana Wyrd Il ghigno di Arlecchino, romanzo tra l'horror e il new weird sulla figura del trickster associato alla famosa maschera italiana, sebbene l'interpretazione del personaggio sia decisamente libera.
Nel novembre 2011 insieme al disegnatore Fabio Babich realizza il graphic novel Bugs - gli insetti dentro di me, che fa parlare di sé per il suo stile mistigenere e l'originalità dei suoi contenuti. Lo stesso mese esce per le stampe di Agenzia X Zentropia, romanzo ambientato in Italia in un futuro prossimo e fortemente distopico. Anche quest'ultima opera presenta l'accumulazione di più strati di significato sotto un linguaggio spezzato, crudo e coinvolgente, configurandosi come segnale del consolidamento dello stile dell'autore.
Nel 2012 dirige il cortometraggio Tipologie di Un Amore Fantasma: Armonia Vuota, tratto dalla sua medesima opera. Il corto è stato sceneggiato dallo stesso Barone e prodotto da Graziano Molteni per Baseluna Film.
Il corto è stato proiettato al Pineapple Underground Film Festival di Hong Kong.
Nel 2013 adatta a fumetti il romanzo Uno in diviso di Alcide Pierantozzi per i disegni di Fabrizio Dori.
Nel settembre 2014 vince con quest'opera il Premio Boscarato per la categoria Miglior Sceneggiatore Italiano.
Nel 2017, esce per Becco Giallo "Warhol - L'intervista", biografia comica a fumetti del maestro della pop art Andy Warhol.
Dal novembre 2022 cura, con Fabio Guaglione, la sceneggiatura del fumetto Mr. Evidence edito dalla Sergio Bonelli Editore, per la quale ottiene una candidatura come Miglior Sceneggiatura italiana al Premio Attilio Micheluzzi 2023
Insegna alla Scuola internazionale di comics presso la sede di Milano.

## Opere
- con Massimo Dall'Oglio, L'Era dei Titani, Edizioni BD, 2009, ISBN 978-88-6123-4871
- con Mauro Cao, Tipologie di un amore fantasma, Edizioni Voilier, 2009, ISBN 978-88-89822-53-1
- Carni (e)strane(e), Mondadori, 2010
- Il ghigno di Arlecchino, Asengard Edizioni, 2010, ISBN 978-88-95313-13-9
- con Fabio Babich, Bugs - Gli insetti dentro di me, 001 Edizioni, 2011, ISBN 978-88-96573-49-5
- Zentropia, Agenzia X, 2011, ISBN 978-88-9502-952-8
- con Fabrizio Dori, Uno in diviso, Tunuè, 2014 ISBN 978-88-97165-81-1
- con Officina Infernale, Warhol - L'intervista, BeccoGiallo, 2017, ISBN 978-88-9901-659-3.
- Ride. Il gioco del custode, Mondadori, 2018, ISBN 978-88-0470-633-5.
- con Fabio Guaglione,  Ride. Level 0, disegni di Andrea Broccardo, La Gazzetta dello Sport, 2018.[8]
- con Fabio Guaglione, Mr. Evidence, copertine di Carmine Di Giandomenico, Sergio Bonelli Editore, 2022-.